# Thereus timoclea
Thereus timoclea is een vlinder uit de familie van de Lycaenidae. De wetenschappelijke naam van de soort werd als Thecla timoclea in 1870 gepubliceerd door William Chapman Hewitson.